# 베를린 뇔드너플라츠역
베를린 뇔드너플라츠역(Bahnhof Berlin Nöldnerplatz)역은 베를린 리히텐베르크구 루멜스부르크에 있는 철도역이다. 프로이센 동방철도의 S반선상에 위치해 있다.
1902년 10월 1일 개업 당시의 이름은 루멜스부르크오스트(Rummelsburg-Ost)역이었다. 1914년 10월 1일에 노이리히텐베르크(Neu-Lichtenberg)역으로 개칭되었다. 1928년 11월 6일부터 S반 전동차 운행이 시작되었다. 1954년 12월 12일에 현재의 명칭인 뇔드너플라츠역으로 개칭되었다. 역과 광장의 이름은 이 근처에 살았던 공산주의자이자 반나치 레지스탕스였던 에르빈 뇔드너(Erwin Nöldner, 1944년 처형)의 이름을 딴 것이다.

## 시설
2018년부터는 베를린 리히텐베르크역의 제어를 받는 역으로 취급된다. 서쪽에 있는 출입구는 터널을 통해서 역사 외부와 연결된다. 별도의 대합실은 없으며, 승강장에 있는 역무 시설은 역 건설 시기부터 유지되어 왔다. 승강장 지붕은 철제 기둥에 목제로 건설되었다. 남쪽 출입구는 1960년대에 건설되었다.
승강장에는 별도의 엘리베이터나 경사로가 없다. 엘리베이터를 설치하려면 출입구 터널과 계단을 대규모로 개축해야 하며, 베를린 오스트크로이츠역의 완공 이후에야 공사를 시작할 수 있다. 도이체 반에서는 2026년/2027년 완공 예정으로 터널 개보수 공사와 출입구 경사로 설치를 계획하고 있다.
역 서쪽으로는 프랑크푸르터 알레-루멜스부르크 연결선, 동방철도, 도로를 지난다. S반 선로 북쪽으로는 리히텐베르크역 방면 동방철도의 열차선이 지나가며, 해당 노선은 전철화되어 있지 않다. 리히텐베르크역에서는 기관차고 및 작업장이 있는 조차 시설과 연결된다. 부지 중 약 12,000 제곱미터는 2004년부터 B.L.O.-Ateliers에서 관리한다. 인상선의 일부는 리히텐베르크역 운행에 사용된다.

## 인접 정차역
베를린 버스 194, 240, 396, N94번과 환승할 수 있다.
| 베를린 S반                              | 베를린 S반 | 베를린 S반                                |
| --------------------------------------- | ---------- | ----------------------------------------- |
| 오스트크로이츠 베스트크로이츠 방면      | S5         | 리히텐베르크 슈트라우스베르크 노르트 방면 |
| 오스트크로이츠 포츠담 방면              | S7         | 리히텐베르크 아렌스펠데 방면              |
| 오스트크로이츠 바르샤우어 슈트라세 방면 | S75        | 리히텐베르크 바르텐베르크 방면            |